# Ophiorrhiza tahitensis
Ophiorrhiza tahitensis là một loài thực vật có hoa trong họ Thiến thảo. Loài này được Seem. mô tả khoa học đầu tiên năm 1866.